# Symplocos glomerata
Symplocos glomerata är en tvåhjärtbladig växtart. Symplocos glomerata ingår i släktet Symplocos och familjen Symplocaceae.

## Underarter
Arten delas in i följande underarter:
- S. g. congesta
- S. g. glomerata
- S. g. glomeratifolia